# Solenanthus biebersteinii
Solenanthus biebersteinii är en strävbladig växtart som beskrevs av Dc. Solenanthus biebersteinii ingår i släktet Solenanthus och familjen strävbladiga växter. Inga underarter finns listade i Catalogue of Life.